# Zajednica iz Porvooa
Zajednica iz Porvooa kršćanska je zajednica 15 uglavnom sjevernoeuropskih anglikanskih i luteranskih crkava. Osnovana je 1992. dogovorom u finskom gradu Parvoou, čime je uspostavljeno puno zajedništvo između i među crkvama.  
Pregovori su vođeni u gradu Järvenpää u Finskoj, ali zajednica je nazvana po gradu Porvoo u kojem je proslavljena zajednička euharistija poslije službenog potpisivanja pristupa Zajednici u Järvenpää.
Canterberijski nadbiskup je 1938. pozvao predstavnike Estonske evangeličko-luteranske Crkve i Latvijske luteranske Crkve u Lambeth Palace, kako bi uspostavio kontakt između anglikanskih i baltičkih luteranskih crkava. Ovaj proces nastavljan je na široj osnovi kroz Zajednicu iz Porvooa 1992. godine, u koju su bile uključene anglikanske crkve s Britanskih otoka i luteranske crkve sjevernoeuropskih zemalja. Kasnije se Zajednici priključuju i anglikanske crkve s Iberijskog poluotoka. Sve ove crkve su episkopalnog karaktera.
Zajednica iz Porvooa nema središnju organizaciju. Svaka crkva ima kontaktnu osobu, i ove osobe čine kontaktnu skupinu koja se sastaje svake godine. Dva biskupa, jedan anglikanski i jedan luteranski, zastupljena su u kontaktnoj skupini, a tu su i dva tajnika iz obe vjerske tradicije koji sudjeluju u radu skupine. Konferencije i susreti se organiziraju i diskutiraju se pitanja koja su važna za cjelokupnu Zajedinicu.

## Članice
Članice Zajednice iz Porvooa:
1994.
- Estonska evangeličko-luteranska Crkva
- Litvanska evangeličko-luteranska Crkva
- Norveška Crkva
- Škotska episkopalna Crkva
- Švedska Crkva

1995.
- Engleska Crkva
- Finska evangeličko-luteranska Crkva
- Irska Crkva
- Islandska narodna Crkva
- Velška Crkva

2001.
- Lusitanska katoličko-apostolsko-evangelička Crkva (Portugal)
- Španjolska reformirano-episkopalna Crkva

2010.
- Danska Crkva

Danska Crkva je glasovala u prosincu 2009. priključenje Zajednici iz Porvooa kao punopravni član, potisujući Porvoo deklaraciju 3. listopada 2010.
2014.
- Latvijska evangeličko-luteranska Crkva u dijaspori
- Luteranska Crkva Ujedinjenog Kraljevstva

Promatrači:
- Latvijsko evangeličko-luteranska Crkva od 1994.

## Vanjske poveznice
- Službene stranice
- Anglikansko-luteransko udruženje